# Watertoren (Bontebrug)
De watertoren in Bontebrug ook wel Watertoren van Ulft in de Nederlandse gemeente Oude IJsselstreek is ontworpen door G.J. Postel Hzn en is gebouwd in 1938. De watertoren heeft een hoogte van 37,6 meter en één waterreservoir van 400 m³.